# Raymund Linden
Raymund Linden OFMCap (* 28. Juni 1904 in Duisburg; † 11. Mai 1981 in Münster) war ein deutscher Ordenspriester und Kirchenhistoriker.

## Leben
Mit zwanzig Jahren wurde er Kapuziner und am 5. April 1930 in Münster zum Priester geweiht. Er studierte Kirchengeschichte an der Universität Münster. Nach der Promotion über Ordensgeschichte war er Lehrer an den Klosterschulen in Bocholt und Ehrenbreitstein. 1940 wurde er Magister und Dozent in Münster. Von 1946 bis 1952 war er Provinzial, von 1955 bis 1961 Mitglied der Provinzleitung. Ab 1955 war er mehrmals Guardian in Münster.

## Schriften (Auswahl)
- Die Regelobservanz in der Rheinischen Kapuzinerprovinz von der Gründung bis zur Teilung 1611–1668. Münster 1936, OCLC 123756132.
- Gedenkbuch für die Opfer der Rheinisch-Westfälischen Kapuzinerprovinz aus den Jahren 1939–1945. Ehrenbreitstein 1952, OCLC 690694737.
- Leben nach dem Evangelium im Weltorden des heiligen Franziskus. Werl 1958, OCLC 803668572.
- Vater und Vorbild. Franziskus. Forma Minorum. Werl 1960, OCLC 959230163.